# Tigriopus brevicornis
Tigriopus brevicornis är en kräftdjursart som beskrevs av Müller. Tigriopus brevicornis ingår i släktet Tigriopus och familjen Harpacticidae. Arten är reproducerande i Sverige. Inga underarter finns listade i Catalogue of Life.